# Jubilejnyj (obwód orenburski)
Jubilejnyj (ros. Юбилейный) – osiedle w Rosji, w obwodzie orenburskim, w rejonie adamowskim. W 2010 liczyło 699 mieszkańców.